# Векторное представление слов

Векторное представление столиц мира. Каждое слово — это точка в некотором пространстве. Векторное представление позволяет, например, найти столицу Германии, если известен вектор Франция→Париж.

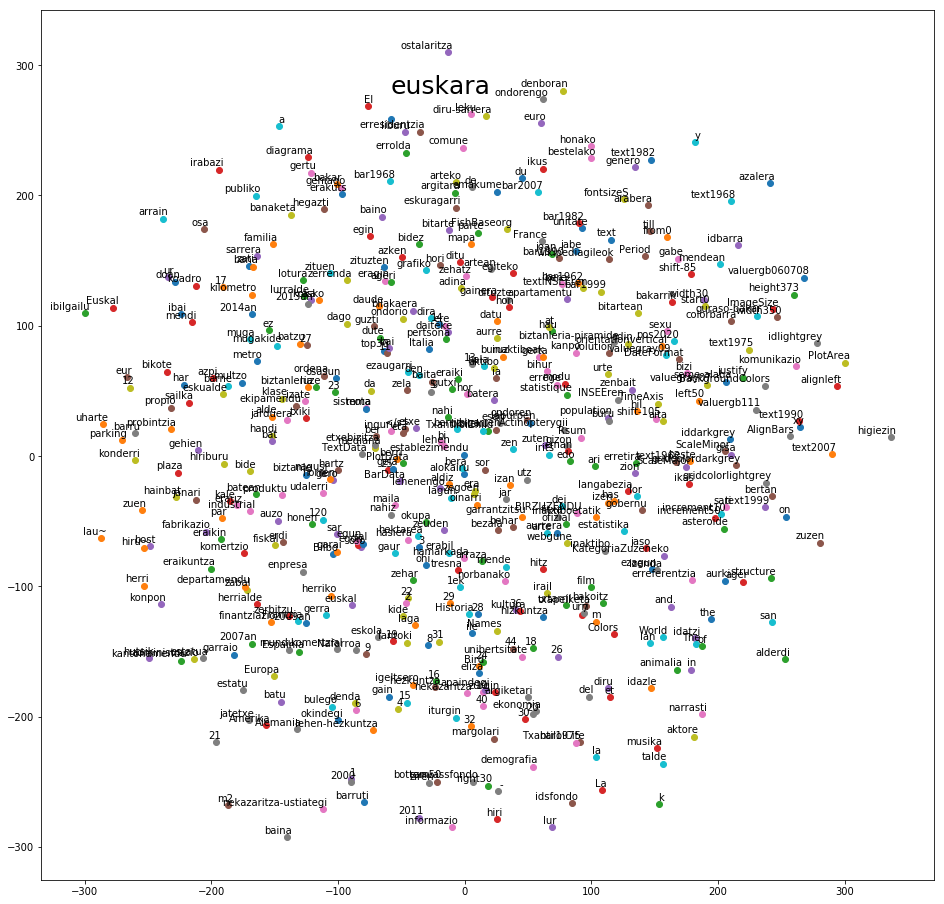
Двумерное изображение 500 баскских слов

Векторное представление (векторное вложение слов, вложение слов или эмбеддинги) — общее название для различных подходов к моделированию языка и обучению представлений в обработке естественного языка, направленных на сопоставление словам (и, возможно, фразам) из некоторого словаря векторов из {\displaystyle \mathbb {R} ^{n}} для {\displaystyle n}, значительно меньшего количества слов в словаре. Теоретической базой для векторных представлений является дистрибутивная семантика.
Существует несколько методов для построения такого сопоставления. Так, используют нейронные сети , методы снижения размерности в применении к матрицам совместных упоминаний слов (word co-occurrence matrices) и явные представления, обучающиеся на контекстах упоминаний слов (explicit representations).
Продемонстрировано, что векторные представления слов и фраз способны значительно улучшить качество работы некоторых методов автоматической обработки естественного языка (например, синтаксический анализ и анализ тональности).

## Примеры эмбеддингов
В настоящее время существует большое количество моделей векторного представления слов и алгоритмов, для их эффективного обучения. К наиболее известным относятся:
- Word2vec — разработанный в 2013 году в компании Google набор инструментов для эффективного обучения моделей эмбеддингов[7][8]
- GloVe[англ.] — модель и алгоритм обучения без учителя для получения векторных представлений слов, разработанный в 2014 году в Стэнфордском университете[9]
- FastText[англ.] — модель, разработанная компанией Facebook в 2015 году[10]. Её особенностью является использование эмбеддингов не только для целых слов, но и для их частей.[11]